# Cerbera inflata
Cerbera inflata är en oleanderväxtart som beskrevs av Stanley Thatcher Blake. Cerbera inflata ingår i släktet Cerbera och familjen oleanderväxter. Inga underarter finns listade i Catalogue of Life.